# Priko sinjeg mora (1979.)
Priko sinjeg mora, hrvatski dugometražni film iz 1979. godine.